# Монастырь Вальдербах
Монастырь Вальдербах (нем. Kloster Walderbach) — бывшее мужское цистерцианское аббатство, располагавшееся на территории баварской общины Вальдербах (Верхний Пфальц) и относившееся к епархии Регенсбурга; был основан около 1140 года; являлся филиалом монастыря Альдерсбах; был окончательно распущен в 1803 году — в ходе секуляризации в Баварии. Сегодня в его стенах располагается Окружной музей Вальдербах (нем. Kreismuseum Walderbach).

## История и описание
Монастырь Вальдербах, освященный в честь Богородицы и Святого Николая, был основан бургграфом Отто I фон Риденбург около 1140 года как место фамильного захоронения для представителей своего рода. Монастырь впервые упоминается в документах за 1143 год, когда он был преобразован в цистерцианский монастырь и стал филиальным для монастыря Вальдзассен — сам Вальдербах других монастырей не основывал. Исследователи рассматривали создание новой обители как «демонстрацию силы» местных лордов в сравнении с родом Рапотон, чьи представители участвовали в основании монастырей в Райхенбах и Вальдзассене.
Свой вклад в основание внесла и Ричардис — сестра герцога Австрии Леопольда V — пожертвовавшая монастырю 300 крепостных. Благотворители передали монастырю имуществом в Средней Франконии, Нижней Австрии и Верхнем Пфальце; в 1249 году Папа Римский Иннокентий IV взял монастырь и его владения, список которых включал в себя 94 пункта, под свою защиту. В дальнейшем имущество Вальдербаха значительно расширилось благодаря пожертвованиям со стороны целого ряда знатных семей региона: так для рода Хофер фон Лобенштейн монастырь также стал местом фамильного захоронения. Монастырь достиг своего первого расцвета в XIII и XIV веках, обладая обширной библиотекой.
Вальдербах был захвачен и сожжен в ходе Гуситских война. В ходе Реформации, в 1556 году, монастырь был упразднен, а его имущество оказалось под управлением светских властей. В конце 1562 года последний брат покинул монастырь, а в 1563 — обитель была официально распущена. В 1669 году монастырь был восстановлен и заселен монахами-цистерцианцами из монастыря Альдерсбах. Комплекс монастырских зданий был перестроен в стиле барокко в конце XVII века, однако монастырская церковь практически не перестраивалась: романская церковь последней трети XII века получила в 1779 году трехъярусную колокольню в стиле рококо — с пилястрами и луковичным куполом — вместо оригинального романской башни. Монастырские постройки были перестроены около 1680 года: они были сгруппированы вокруг прямоугольного двора, а за южным крылом находится пристройка, простирающаяся к западу. С 1962 года в данных зданиях монастыря размещаются музей, детский сад и гостиница. В преимущественно арочных помещениях в основном сохранилась потолочная лепнина, относящаяся к периоду строительства. Сводчатый потолок банкетного зала (трапезной) был создан в 1768 года, предположительно, Отто Гебхардом из Регенсбурга.
Монастырь был окончательно распущен в 1803 году в ходе секуляризации в регионе: некоторые его здания были выставлены на аукцион в 1804. Бывшая монастырская церковь стала приходским храмом, а в зданиях бывшего монастыря разместился окружной суд; в западном крыле была создана пивоварня. Сегодня в монастырских стенах располагается Окружной музей Вальдербах, рассказывающий об истории района Кам.